# Asplenium gentryi
Asplenium gentryi är en svartbräkenväxtart som beskrevs av Alan Reid Smith. Asplenium gentryi ingår i släktet Asplenium och familjen Aspleniaceae. Inga underarter finns listade.